# A réfléchi
Pour les articles homonymes, voir A rond.
Ʉ (minuscule : a), appelé A réfléchi ou parfois A rond, est une lettre de l’alphabet latin utilisée dans l’alphabet phonotypique d’Isaac Pitman au XIXe siècle, ou dans l’alphabet de Knowles au début du XXe siècle.

## Utilisation

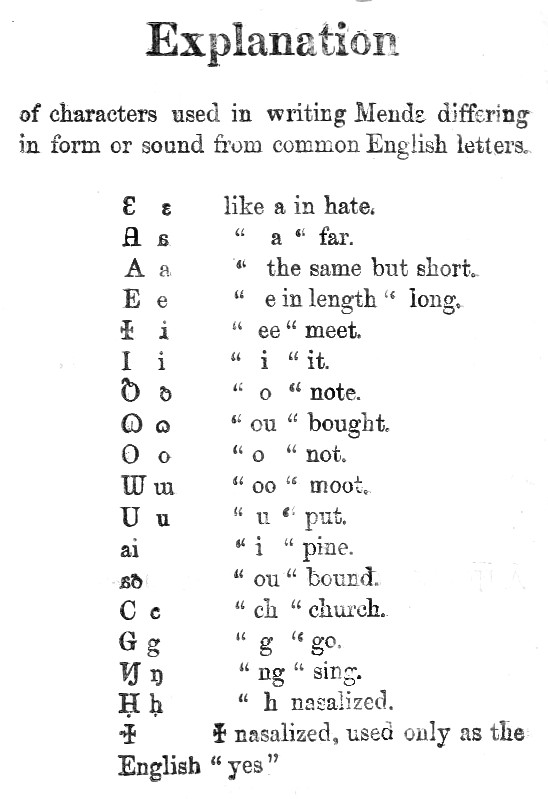
Lettres additionnelles, dont le a réfléchi, utilisées dans l’Évangile de Luc en mendé de 1871.

Dans l’alphabet phonotypique d’Isaac Pitman, la lettre A rond ‹ , ɑ › représente la voyelle de am en 1845, et remplacée par l’alpha ‹ A ɑ › dans la version de 1847 où la lettre ‹ , a › représente la voyelle de age. Dans la version de 1852, ‹ ,  › représente la voyelle de alms (une voyelle ouverte postérieure non arrondie longue [ɑː]) et en 1856 prend la forme de A réfléchi ‹ , a › avec sa forme italique similaire au ä volapük ‹ Ꞛ, ꞛ ›.
Le A réfléchi est utilisé dans :
- au moins un ouvrage en malécite de la Micmac Missionary Society publié en 1863 ;
- plusieurs ouvrages mendés de la Mendɛ Misoni publiés de 1867 à 1873 ;
- plusieurs ouvrages micmacs de la British and Foreign Bible Society publiés de 1853 à 1863.

En 1949, les Principles of the International Phonetic Association mentionnent la possibilité de remplacer les symboles de [a] et [ɑ] dans l’Alphabet phonétique international, parfois compliqués à utiliser dans certaines polices de caractères, en utilisant ‹ æ › pour [a] et en utilisant l’a réfléchi ‹ a › pour [æ]. En 1988, cette modification est formellement proposée mais elle ne sera pas adoptée par l’Association phonétique internationale.

### Variantes et formes

## Représentation informatique
Le A réfléchi n’a pas été codé en informatique et n’a pas de caractères Unicode standards le représentant.